# Biological Chemistry (časopis)
Biological Chemistry je recenzirani naučni časopis sa fokusom na biološkoj hemiji. Časopis objavljuje Volter de Grujter i sadašnji glavni urednik je Bernhad Brin.

## Istorija
Časopis je uspostavio Feliks Hope-Sejler 1877. godine, pod imenom Zeitschrift für Physiologische Chemie (engleski: Journal of Physiological Chemistry), i bio je njegov urednik do svoje smrti 1895. godine. Časopis je naknadno bio preimenovan u Hoppe-Seyler's Zeitschrift für Physiologische Chemie 1896. godine. Nakon Hope-Sejlera, časopis je uređivao njegov student i saradnik, nemački biohemičar i nobelovac Albreht Kosel, do svoje smrti 1927. godine. Godine 1985. časopis je preimenova u Biological Chemistry Hoppe-Seyler, a sadašnje ime je dobio 1996. godine. 

## Spoljašnje veze
- Zvanični veb-sajt